# The Rains of Ranchipur
The Rains of Ranchipur (br As Chuvas de Ranchipur) é um filme estadunidense de 1955, do gênero drama, dirigido por Jean Negulesco.
Trata-se de uma refilmagem de The Rains Came (1939).

## Elenco
- Lana Turner - Lady Edwina Esketh
- Richard Burton - Dr. Major Rama Safti
- Fred MacMurray - Thomas "Tom" Ransome
- Joan Caufield - Fern Simon
- Michael Rennie - Lorde Albert Esketh
- Eugenie Leontovich - Maharani
- Gladys Hurlbut - Sra. Simon
- Madge Kennedy - Sra. Smiley
- Carlo Rizzo - Sr. Adoani

## Premiações

### Oscar
- melhores efeitos especiais - indicado